# David Hutcheson
David Hutcheson (Craigmore, Bute, 14 de julho de 1905 – Berkshire, 18 de fevereiro de 1976) foi um ator britânico.

## Filmografia selecionada
- Romance in Rhythm (1934)
- The Sky's the Limit (1938)
- A Gentleman's Gentleman (1939)
- Lucky to Me (1939)
- The Middle Watch (1940)
- Convoy (1940)
- The Life and Death of Colonel Blimp (1943)
- Theatre Royal (1943)
- School for Secrets (1946)
- Sleeping Car to Trieste (1948)
- Woman Hater (1948)
- Law and Disorder (1958)
- The Evil of Frankenstein (1964)
- Um Beatle no Paraíso (1969)
- The National Health (1973)